# Abisara annamitica
Abisara annamitica är en fjärilsart som beskrevs av Hans Fruhstorfer 1904. Abisara annamitica ingår i släktet Abisara och familjen Riodinidae. Inga underarter finns listade i Catalogue of Life.